# Sport op de Mont Ventoux
De Mont Ventoux in Frankrijk staat bekend om de sporten die erop worden uitgeoefend, met name de wielersport en de autosport.

## Wielersport

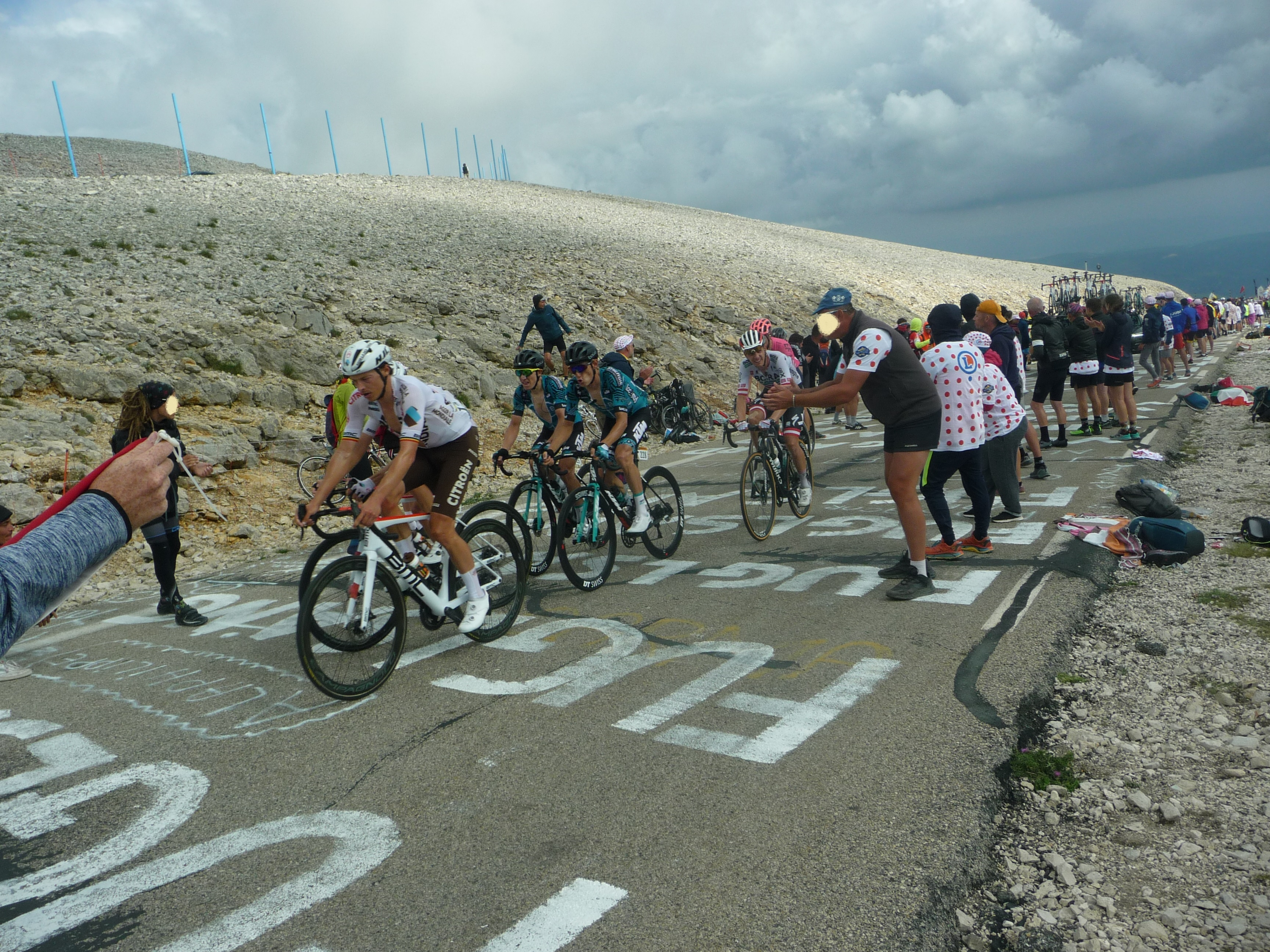
De elfde etappe van de Ronde van Frankrijk van 2021

Er zijn drie beklimmingen met een racefiets mogelijk: een zuidelijke beklimming vanuit Bédoin, noordelijk vanuit Malaucène en vanuit het oosten vanuit Sault. De verschillende beklimmingen variëren in lengte en stijgingspercentage, en of er beschutting is tegen de zon. Daarnaast zijn er verschillende mountainbikepaden naar de top, met als bekendste de 'bosweg' die in Bédoin start en dan aansluit op de beklimming vanuit Malaucene.

### Wielersport
De berg is vooral bekend van wieleretappes in onder andere de Ronde van Frankrijk. Ook in Parijs-Nice en het Critérium du Dauphiné wordt de Mont Ventoux regelmatig in het schema opgenomen. De recentste winnaars waren Valentin Paret-Peintre (in de Ronde van Frankrijk 2025) en Wout Van Aert (in de Ronde van Frankrijk 2021). Sinds 2019 wordt de Mont Ventoux Denivélé Challenge georganiseerd. De recordtijd voor de klim staat op naam van de Sloveen Tadej Pogacar. Hij realiseerde in het jaar 2025 tijdens de Ronde Van Frankrijk een beklimming in 54 minuten en 41 seconden. De Sloveen verbrak daarmee het 21 jaar oude record van Iban Mayo. 

### Wielertoeristen
De Mont Ventoux wordt in de zomer vooral bezocht door toeristen die de berg beklimmen, voornamelijk met de fiets. Zo vatten op topdagen 5000 renners de beklimming aan. De Nederlandse dichter Jan Kal wijdde een van zijn bekendste sonnetten aan de Mont Ventoux en Tom Simpson.
Er zijn verschillende sportieve uitdagingen op de Mont Ventoux. Zo hebben telt de Club Cinglés du Mont-Ventoux 20.000 'Cinglés', die de top in één dag langs de drie manieren hebben beklommen. Een andere sportieve uitdaging is de Tour du ALS die jaarlijks in juni plaatsvindt. Hierbij beklimmen mensen  fietsend, rennend en lopend de Mont Ventoux om geld op te halen voor de bestrijding van de ziekte ALS.

### Winnaars van etappes in de Ronde van Frankrijk met aankomst op of passage van de Mont Ventoux
| Jaar | Winnaar                | Nationaliteit       |
| ---- | ---------------------- | ------------------- |
| 1951 | Lucien Lazaridès       | Frankrijk           |
| 1952 | Jean Robic             | Frankrijk           |
| 1955 | Louison Bobet          | Frankrijk           |
| 1958 | Charly Gaul            | Luxemburg           |
| 1965 | Raymond Poulidor       | Frankrijk           |
| 1967 | Jan Janssen            | Nederland           |
| 1970 | Eddy Merckx            | België              |
| 1971 | Gonzalo Aja            | Spanje              |
| 1972 | Bernard Thévenet       | Frankrijk           |
| 1987 | Jean-François Bernard  | Frankrijk           |
| 1994 | Eros Poli              | Italië              |
| 2000 | Marco Pantani          | Italië              |
| 2002 | Richard Virenque       | Frankrijk           |
| 2009 | Juan Manuel Gárate     | Spanje              |
| 2013 | Chris Froome           | Verenigd Koninkrijk |
| 2016 | Thomas De Gendt        | België              |
| 2021 | Wout van Aert          | België              |
| 2025 | Valentin Paret-Peintre | Frankrijk           |

### Winnaar van Dauphiné-ritten met aankomst op de Mont Ventoux
- 1996 - vanuit Tain-l'Hermitage:  Richard Virenque
- 1998 - vanuit Vals-les-Bains:  José María Jiménez
- 1999 - vanuit Bédoin:  Jonathan Vaughters
- 2000 - vanuit Romans-sur-Isère:  Tyler Hamilton
- 2002 - vanuit Tournon-sur-Rhône:  Denis Mensjov
- 2004 - vanuit Bédoin:  Iban Mayo
- 2005 - vanuit Tournon-sur-Rhône:  Aleksandr Vinokoerov
- 2006 - vanuit Tain-l'Hermitage:  Denis Mensjov
- 2007 - vanuit Hauterives:  Christophe Moreau
- 2009 - vanuit Valence:  Sylwester Szmyd

### Winnaar van Parijs-Nice-ritten met aankomst op de Mont Ventoux
- 1984 - vanuit Orange:  Eric Caritoux
- 1986 - vanuit Le Rouret (tot aan Chalet Reynard):  Eric Van Lancker
- 1987 - vanuit Saint-Étienne (tot aan Chalet Reynard):  Sean Kelly
- 2008 - vanuit Montélimar (tot aan het wintersportstation):  Cadel Evans

### Winnaar van de Mont Ventoux Denivélé Challenge
- 2019 - vanuit Vaison-la-Romaine:  Jesús Herrada
- 2020 - vanuit Vaison-la-Romaine:  Aleksandr Vlasov
- 2021 - vanuit Vaison-la-Romaine:  Miguel Ángel López
- 2022 - vanuit Vaison-la-Romaine:  Rúben Guerreiro
- 2023 - vanuit Vaison-la-Romaine:  Lenny Martinez

### Winnaar van Ronde van de Provence-ritten met aankomst op de Mont Ventoux
- 2020 - vanuit Istres (tot aan Chalet Reynard):  Nairo Quintana
- 2021 - vanuit Istres (tot aan Chalet Reynard):  Iván Sosa

## Autoraces

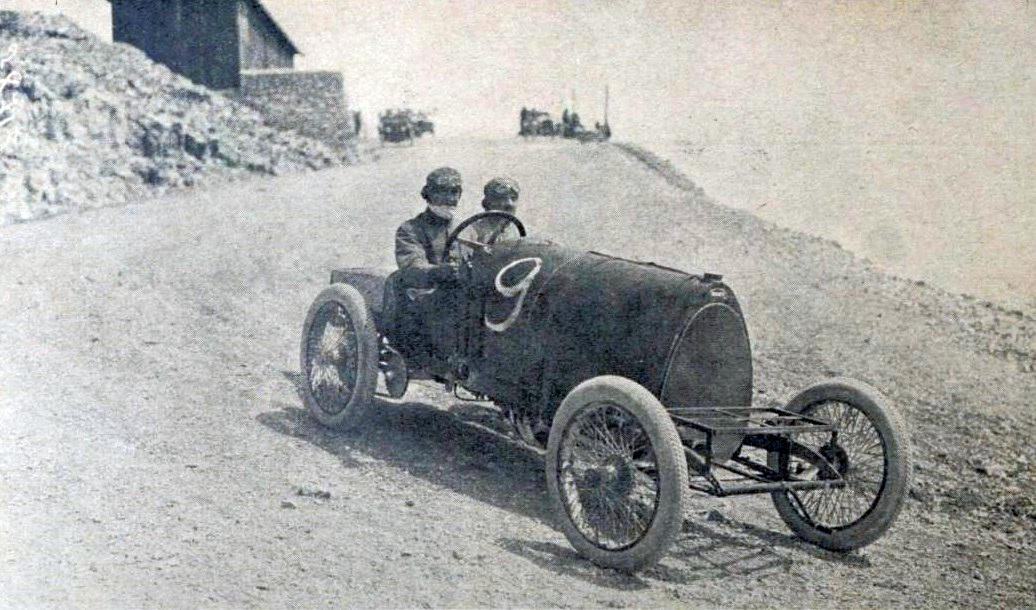
Ettore Bugatti tijdens een wedstrijd op de Mont Ventoux in 1912, in een Bugatti

Kort nadat de eerste verharde wegen naar de top van de Mont Ventoux waren aangelegd (de eerste in 1882) ontstond het idee wedstrijden voor auto’s te organiseren. De klassieke route voor een groot aantal races tegen de klok was die van Bédoin naar de top een afstand van 21,5 km met een te overwinnen hoogteverschil van 1589 meter. De eerste race vond plaats in 1898. In 1900 bereikten drie vierwielers van het type De Dion-Bouton de top in 2,5 uur. In 1902 won een Panhard-Levassor in de tijd van 27 minuten en 17 seconden (een gemiddelde snelheid van 47,5 km per uur). Vanaf dat jaar tot 1977 werden regelmatig races georganiseerd waaraan de grote automerken meededen. In 1957 doorbrak een Maserati de 100 km per uur grens en bij de laatste race in 1976 werd een gemiddelde snelheid van 149,192 km per uur gerealiseerd. Men had evenwel voor deze laatste race het parcours ingekort. De finish was bij Chalet-Reynard, een afstand van 15,4 km. Dit punt werd in 6 minuten en 11 seconden bereikt. Om veiligheidsredenen is na 1977 afgezien van nog meer recordpogingen. Wel worden regelmatig voor oldtimers rally’s georganiseerd. Tegenwoordig worden de limieten van auto's nog getest door op topsnelheid naar boven te rijden.